# Zacharias Kunuk
Zacharias Kunuk (ur. 27 listopada 1957 na Wyspie Jensa Munka) – kanadyjski reżyser i producent filmowy.
Z pochodzenia jest Inuitem. Jest synem Enoki Kunuka, inuickiego myśliwego, który w czerwcu 2007 w wieku 81 lat zaginął na 27 dni w arktycznej tundrze, a następnie został odnaleziony cały i zdrowy.
Współzałożyciel i prezes Igloolik Isuma Productions, pierwszej niezależnej inuickiej firmy producenckiej w Kanadzie. W 2002 został Oficerem Orderu Kanady.
Wraz z Normanem Cohnem nakręcił film Atanarjuat, biegacz (2001), pierwszy obraz nakręcony w całości w języku inuktitut. Film nagrodzono m.in. Złotą Kamerą za najlepszy debiut reżyserski na 54. MFF w Cannes. Później nakręcił też z Cohnem w koprodukcji kanadyjsko-duńskiej Dzienniki Knuda Rasmussena (2006), które miały swoją premierę na MFF w Toronto.